# Trenta (Italia)
Trenta es una localidad italiana de la provincia de Cosenza, región de Calabria, con 2.758 habitantes.

## Evolución demográfica
| Gráfica de evolución demográfica de Trenta entre 1861 y 2001 |
|                                                              |
| Fuente ISTAT - Elaboración gráfica por parte de Wikipedia    |